# Uwe Hericks
Uwe Hericks (* 11. Februar 1961 in Minden) ist Professor für Allgemeine Didaktik, Schul- und Bildungstheorie am Fachbereich Erziehungswissenschaften an der Philipps-Universität Marburg.

## Lebenslauf
Hericks begann 1982 sein Studium an der Universität Heidelberg und setzte es 1984 an der Westfälischen Wilhelms-Universität in Münster fort, wo er das erste Staatsexamen ablegte und anschließend promovierte. Nach seinem Referendariat, ebenfalls in Münster, arbeitete er als wissenschaftlicher Mitarbeiter im Bereich Physikdidaktik der Universität Bremen, bevor er 1994 mit den Fächern Mathematik und Physik in den Lehrerberuf an einer nordrhein-westfälischen Gesamtschule einstieg. Im Jahr 2000 begann er seine Assistenz und Habilitation an der Universität Hamburg, wo er zum Privatdozent ernannt wurde, im Themenbereich „Professionalisierung“. Im Wintersemester 2005/06 übernahm er eine Vertretungsprofessur an der PH Heidelberg, bevor er ein Jahr später dort einen festen Lehrstuhl erhielt.
Seit Wintersemester 2009/10 ist er Professor für Allgemeine Didaktik, Schul- und Bildungstheorie – Nachfolge Rainer Lersch, Wolfgang Klafki – am Institut für Schulpädagogik der Philipps-Universität Marburg.

## Forschung
Hericks ist insbesondere in der Professionalisierungsforschung, Bildungsgangforschung, qualitative Schul- und Unterrichtsforschung sowie der empirische Fachkulturforschung tätig.

## Schriften
- Professionalisierung als Entwicklungsaufgabe. Rekonstruktionen zur Berufseingangsphase von Lehrerinnen und Lehrern. Habilitationsschrift. Wiesbaden 2006.
- Uwe Hericks: Über das Verstehen von Physik. Physikalische Theoriebildung bei Schülern der Sekundarstufe II. Dissertation. Münster/ New York 1993.
- Dem Beruf ein Gesicht verleihen – Entwicklungsaufgaben als Modell beruflichen Kompetenzerwerbs in der Ersten Phase der Lehramtsausbildung. In: A. H. Hiligus, H.-D. Rinkens (Hrsg.): Standards und Kompetenzen – neue Qualität in der Lehrerausbildung? Neue Ansätze und Erfahrungen in nationaler und internationaler Perspektive. Berlin 2006, S. 79–87.
- Die Professionalisierung von Berufsanfängern als Teil von Schulentwicklung. In: E. Eckart, W. Fichten (Hrsg.): Schulbegleitforschung: Erwartungen – Ergebnisse – Wirkungen. Münster/ New York/ München/ Berlin 2005, S. 167–182.
- Entwicklungsaufgaben, Habitus und Professionalisierung von Lehrerinnen und Lehrern. In: M. Trautmann (Hrsg.): Entwicklungsaufgaben im Bildungsgang. Wiesbaden 2005, S. 117–135.
- Grundbildung, Allgemeinbildung und Fachunterricht. In: Zeitschrift für Erziehungswissenschaft. 7. Jg., Heft 2, 2004, S. 192–206.
- Verzahnung der Phasen der Lehrerbildung. In: S. Blömeke, P. Reinhold, G. Tulodziecki, J. Wildt (Hrsg.): Handbuch Lehrerbildung. Bad Heilbrunn/ Hannover 2004, S. 301–311.
- mit Ingrid Kunze: Forschung zu Didaktik und Curriculum. In: W. Helsper, J. Böhme (Hrsg.): Handbuch der Schulforschung. Wiesbaden 2004, S. 721–752.
- mit Meinert A. Meyer: Unterricht/Didaktik. In: H.-H. Krüger, C. Grunert (Hrsg.): Wörterbuch Erziehungswissenschaft. Wiesbaden 2004, S. 479–485.
- Den Anfang gestalten. Begründung, Forschung und Konzepte für eine begleitete Berufseingangsphase von Lehrerinnen und Lehrern. In: H. Beek, K.-H. Jahn (Hrsg.): Personalentwicklung im Berufseinstieg. Frankfurt am Main, 2004, S. 13–50.
- Unterricht als Kernkompetenz – Erste Ergebnisse eines Forschungsprojektes zum Lernen in der Berufseingangsphase. In: A. Grimm (Hrsg.): Die Zukunft der Lehrerbildung. Dokumentation einer Tagung der Evangelischen Akademie Loccum vom 14. bis 16. März 2003. Loccum, 2004, S. 243–255.
- Bildungsgangdidaktik. In: Christenlehre. Praxis Religionsunterricht. 57. Jg., Heft 2, 2004, S. 7–15.
- mit Ingrid Kunze: Entwicklungsaufgaben von Lehramtsstudierenden, Referendaren und Berufseinsteigern. Ein Beitrag zur Professionalisierungsforschung. In: Zeitschrift für Erziehungswissenschaft. 5. Jg., Heft 3, 2002, S. 401–416.
- mit Eva Spörlein: Entwicklungsaufgaben in Fachunterricht und Lehrerbildung - Eine Auseinandersetzung mit einem Zentralbegriff der Bildungsgangdidaktik. In: U. Hericks, J. Keuffer, H. C. Kräft, I. Kunze (Hrsg.): Bildungsgangdidaktik - Perspektiven für Fachunterricht und Lehrerbildung. – Opladen. 2001, S. 33–50.
- mit Barbara Schenk: Unterricht gestalten, ohne zum Macher zu werden - Bildungsgangdidaktische Perspektiven für professionelles didaktisches Handeln. In: U. Hericks, J. Keuffer, H. C. Kräft, I. Kunze (Hrsg.): Bildungsgangdidaktik - Perspektiven für Fachunterricht und Lehrerbildung. Opladen 2001, S. 249–261.
- Der Ansatz der Bildungsgangforschung und seine didaktischen Konsequenzen - Darlegungen zum Stand der Forschung. In: M. A. Meyer, A. Reinartz (Hrsg.): Bildungsgangdidaktik. Denkanstöße für pädagogische Forschung und schulische Praxis. Opladen 1998, S. 173–188.
- Schule verändern, ohne revolutionär zu sein?! Bildungsgangforschung zwischen didaktischer Wissenschaft und Schulpraxis. In: M. A. Meyer, A. Reinartz (Hrsg.): Bildungsgangdidaktik. Denkanstöße für pädagogische Forschung und schulische Praxis. Opladen, 1998, S. 290–302.
- Schiefe Ebenen. Wie Lehrer und Schüler zusammen manchmal guten Physikunterricht machen. In: Lernmethoden - Lehrmethoden. Jahresheft des Friedrich-Verlages. 1997, S. 85–87.
- Allgemeine Didaktik und Physikdidaktik aus der Sicht der Bildungsgangforschung. In: M. A. Meyer, W. Plöger (Hrsg.): Allgemeine Didaktik. Fachdidaktik und Fachunterricht. Weinheim/ Basel 1994, S. 219–231.